# Srednja Gora
Srednja Gora (serb. Средња Гора) – wieś w Chorwacji, w żupanii licko-seńskiej, w gminie Udbina. Leży w regionie Lika. W 2011 roku liczyła 25 mieszkańców.